# Ситников Василь Якович
Ситников Василь Якович (англ. Vasily Sitnikov 19 серпня, 1915, СРСР, село Ново-Ракитино, (Тамбовська обл.) — 28 листопада, 1987, США, Нью-Йорк) — американський художник, росіянин за походженням.

## Життєпис
Народився в сільській родині в Тамбовській губернії, Лебедянський район, село Ново-Ракитино. 1921 року родина перебралась на житло у Москву.
1933 року Василь влаштувався на навчання у Московський судомеханічний технікум. Серед захоплень цього періоду — дерев'яні моделі старовинних вітрильників. 1935 року зробив невдалу спробу влаштуватись на навчання у ВХУТЕМАС. Вступні іспити здав успішно, але не був зарахований до навчального закладу.
Працював на будівництві московського метро. Перебрався на працю у кіностудію, де рахувався художником і молельщиком у режисера О. Л. Птушко.

## Арешт і каральна психіатрія
Із початком війни 1941 року був мобілізований на будівництво оборонних споруд у Підмосков'ї. Під час створення окопів знайшов кинуту зброю, котру почав приносити додому і складати під диван. Під час робіт їх бригаду засипали німецькими листівками, які мали незадрукований зворот. Василь, вихований на дефіциті всього в СРСР, зокрема, на дефіциті чистого паперу для малювання, почав збирати німецькі листівки для замальовок на чистих ділянках. В атмосфері шпигуноманії молодика арештували та запроторили до НКВС. Були катування й допити[джерело?], але молодик виявився упертим і не визнавав ні власної провини, ні вимог підписати звинувачення у підривній діяльності як німецького шпигуна. Після зміни чергового слідчого НКВС, Василя визнанали божевільним та відправили в тюремну психіатричну лікарню міста Казань. Визнання божевільним врятувало художника і від розстрілу, і від фронту.
Уривок з листа художника (російською) 
| Меня арестовывали при Сталине, при Берия, во время осадного положения, как политического преступника, по нескольким статьям сразу. В то время могли расстрелять на месте... и то ребята, которые меня арестовывали... я не мог на них пожаловаца, что они меня так перепугали и разволновали спешкой... Нельзя так дергать нервы! Кстати сказать; они при аресте украли у меня электрический фонарик (заграничный) и перочинный нож.. |

## Портрети радянських божевільних
Серед перших, дійсно значущих творів початкового періоду — серія графічних портретів радянських божевільних у психіатричній лікарні. Частка була пізніше продана за кордон, серед них і портрет божевільного письменника, що відрізнявся слухняною поведінкої, але протестував мовчанням і категоричною відмовою показати власні рукописи, котрі ховав за пазухою.
Як художник, Ситников виробив власну художньо-графічну манеру: він застосовував не стільки штрихування прямими лініями, скільки створював зображення й тіні комами та гачками. Його малюнки нагадували офорти чи друковану графіку.

## Витоки сюжетів і технології
«Кожне зображення для мене — радісне свято».
Витоки сюжетів Василя Ситникова перебували в галузі академічного навчання, звідси така кількість в спадку художника натюрмортів та оголеної натури. На цьому схожість з академічною системою навчання закінчувалась, бо він був уже немолодою людиною, ламаною радянською каральною системою, з гірким життєвим досвідом, але людиною творчою. І його натюрморти і його ню творчі, виконані в індивідуальній, гротескній манері й з індивідуальним баченням. Вони наче постають із імли чи з туману.
Постійний дефіцит художніх матеріалів примусило його широко використовувати випадкові матеріали. Так, портрети божевільних були виконані на випадкових клаптиках паперу, на чистих ділянках цигаркових коробок тощо. Відсутність олівців примусила малювати сажею, голівками горілих сірників, ваксою для чоботів. Використання випадкових матеріалів він зберіг і надалі, коли вже перебував за межами психіатричної лікарні і викладав малюнок у власній квартирі.

## 1944—1975 рр
1944 року його випустили з психіатричної лікарні. Заробляв на життя випадковими заробітками. З 1951 р. почав викладати малюнок у так званій «домашній академії». Серед учнів тієї академії була низка московських художників — М. Д. Стерлигова, В. Г. Вейсберг та ін.
Набув популярності як митець радянського андеграунда і неофіційного мистецтва, що малював краєвиди Москви. До незвичного московського художника, свідомість котрого не була поруйнована радянською пропагандою, потяглися закордонні дипломати, що створило на Василя Ситникова своєрідну моду. Його картини з краєвидами Москви прикрасили низку закордонних приватних колекцій.
Василь Ситников, на віміну від колег-художників, не надавав переваги заходу сонця чи зображенням веселки у пейзажах (солодкавих і типово-розповсюджених в аматорському й комерційному живописі), а малював снігопади, що на деякий час стало його фірмовим стилем.

## Колекціонування
Вільний час художник витрачав або на творчість, або на закоханість у чергову жінку, або на колекціонування. Як божевільний офіційно, визнаний комісією, в СРСР він не мав права на одруження. Тим не менше він мав декілька громадянських дружин.
Певне місце у внутрішньому житті художника посідало колекціонування. Приятелька митця узяла на себе роль маршана художника і вдало продавала його картини. Вільні гроші Василь Ситников і витрачав на колекціонування. Перш за все він купував ікони. Збірка Василя Ситникова містила декілька старовинних килимів. У нього були індійські бронзи, порцеляна, екзотичні речі, опудала й шкіри тварин тощо. Все це мало дещо безсистемний характер, як і колекція пляшок зі спиртними напоями, зазвичай — подарунки відвідувачів його майстерні. Ситников (на відміну від більшості вільних художників і богеми) ніколи не був алкоголіком, про це свідчать і спогади його оточення. Так, після його еміграції за кордон на цокольному поверсі його квартири було знайдено цілий арсенал невикористаних алкогольних напоїв.

## Колекція ікон

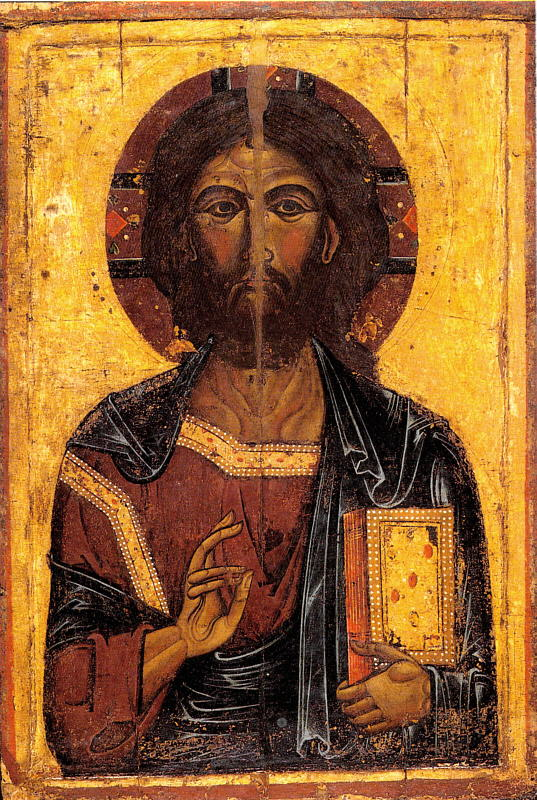
«Вседержитель» або «Спас із Гавшинки», початок 12 ст., Музей давньоруського мистецтва імені Андрія Рубльова, Москва.

Можливо, ні в чому пристрасть художника і особи не розкрилась так повно, як у колекціонуванні російських ікон. Ситников Василь Якович, протестно налаштований до руйнівних позицій у офіційному радянському мистецтві і реальності до культурного надбання тисячолітнього докомуністичного періоду, почав безсистемно збирати всі ікони, які тільки міг. Він казав, що хоче врятувати все, скільки зможе. Ікони, різні за віком, століттям і виконанням, рідкісні чи базарної роботи, штосами стояли у його помешканні. Доля зглянулась на незвичного колекціонера. Пізніше у його хаотичну й рятівну збірку потрапила навіть ікона домонгольського періоду (« Спас із Гавшинки»).
Дванадцять найцінніших ікон власної збірки він передав у спадок рідним брату й сестрі. Вже вони поклопотались передати найціннішу частину колекції ікон разом із «Спасом із Гавшинки» у Музей давньоруського мистецтва імені Андрія Рубльова, бо Василь відбув у еміграцію.

## Уривок з листа. Еміграція
| Я не нравился администрации, хоть и платил за квартиру на год вперед. За свет и за газ платил тоже вперед, я сам не пил и пьяных вообще не пускал и соседей не беспокоил. Я принимал даже подосланных сыщиков и соглядатаев наравне с иностранцами и учениками. Я был открыт как на ладони. Однако я был как бельмо в глазу для властей и однажды после Сандуновских бань вынул из почтового ящика израильский вызов от "двоюродного брата", я хохотал до слез. Но я понял - это намек, чтобы я убирался[…] Около трех-четырех десятков причин привели меня к эмиграции. Главная - попробовать самоизоляцию, взвесить САМОГО СЕБЯ и попытаться определить ЦЕНУ СЕБЕ, способен ли я конкурировать с натренированными умельцами Европы и Америки… [2] |
1975 року він емігрував спочатку у Австрію, а у 1980 р. перебрався у Сполучені Штати. До 1987 року мешкав і працював у місті Нью-Йорк, де і помер.

## Мета створити власний підручник
Василя Ситникова хвилювала доля власного художнього досвіду і досвіду спілкування з учнями. Але з офіційною радянською педагогічною системою це не мало нічого спільного. А була мета створити підручник для художників-початківців. Лише частково це реалізувалось у останні роки життя, коли він, вже перебуваючи у еміграції, почав листуватися із рідним братом Миколою, котрий також був художником — аматором. Василя Ситникова вистачало на створення 12-14 аркушів листів, котрі він відсилав до брата, де викладав власні думки про мистецтво і що конкретно треба робити. Ці довгі листи і стали своєрідним підручником, котрий митець так мріяв створити.

## Історіограф
У оточенні художника опинився поет Костянтин Кузьмінський. Він і став історіографом невизнаного офіційно художника. Завдяки Кузьмінському були збережені частково архів Василя Ситникова, доля і побутування деяких його творів, свідоцтва про самого художника.

## Обрані твори
- «Портрет батька художника», 1933 р., малюнок[3]
- «Автопортрет», 1940 р., малюнок[3]
- «Дощ у степу», 1940 р.[4]
- «Портрет матері художника», 1941 р., малюнок[3]
- «Санітар тюремної психіатричної лікарні», 1942 р., малюнок[3]
- «Божевільний, так званий Маршал», 1943 р.,
- «Молоко п'ятдесят рублів за половину літра», 1943 р.,[5]
- «Божевільний», малюнок[4]
- «Божевільний письменник», малюнок, до 1944 р.
- «Божевільний або Убивця», малюнок, до 1944 р.
- «Кремль», різні варіанти
- «Натюрморт. Посвята Матіссу», 1940-ві рр.[4]
- «Кінь», малюнок
- «Вершник», малюнки, різні варіанти
- «Портрет сестри Тамари Ситникової»
- «Автопортрет із купкою грошей»
- «Святковий натовп біля Кремля Ростова Великого»
- «За сім верст кисіль хлібати», 1963 р. малюнок[4]
- «Етюд» (жіноча ню), 1964,[6]
- «Адам і Єва», 1967[6]
- «Монастир взимку», 1967[3]
- «Російська зима», 1973[3]
- «Собор у тумані», 1974[3]
- «Місто Кітеж. Білий монастир», 1980[3]
- «Автопортрет», 1982,[6]
- «Натюрморт з двома посудинами», 1982, малюнок[6]